# Embalse de Tibi
Embalse de Tibi är en reservoar i Spanien.   Den ligger i provinsen Provincia de Alicante och regionen Valencia, i den sydöstra delen av landet, 300 km sydost om huvudstaden Madrid. Embalse de Tibi ligger 326 meter över havet. Trakten runt Embalse de Tibi består till största delen av jordbruksmark.